# Остров Викента
Остров Викента (Выкента, Кроличий) — небольшой остров в Японском море, в 24 км по прямой от Владивостока, в 0,84 км от ближайшего населённого пункта — посёлка Рейнеке и в 0,07 км от ближайшего, более крупного острова Рейнеке.
Остров Викента административно относится к Владивостокскому городскому округу Приморского края.
Протяжённость острова с запада на восток составляет 460 м. В поперечнике, остров не более 180 м.
Площадь острова 5,42 га или 0,0542 км². Протяжённость береговой линии составляет 1,39 км. Берега в основном скалистые, обрывистые. Имеется несколько маленьких каменистых пляжей, общей протяжённостью всего 240 м. У восточного берега расположено несколько крупных кекуров, отгораживающих от моря небольшие мелководные бухточки. У западного берега, в пролив между островом Викента и островом Рейнеке, на 30 метров протягивается галечниковая коса. Это место наиболее частых высадок на Викента, до Рейнеке отсюда всего 70 метров. От пролива к восточному мысу протягивается главный водораздел острова. Высшая точка расположена примерно в центре острова, её высота — 41 м.

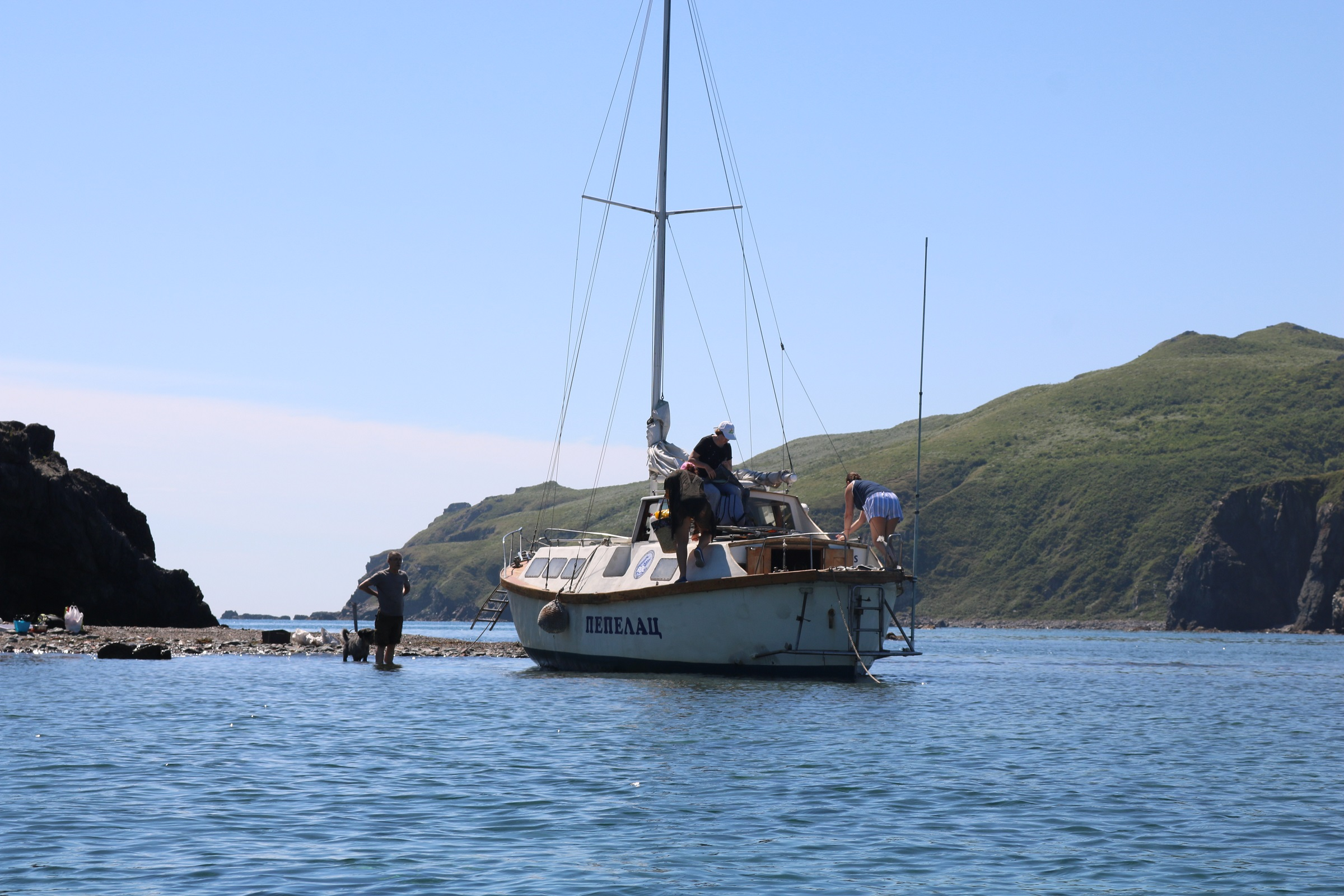
Высадка на Викента с Пепелаца. Пролив между Викента и Рейнеке.

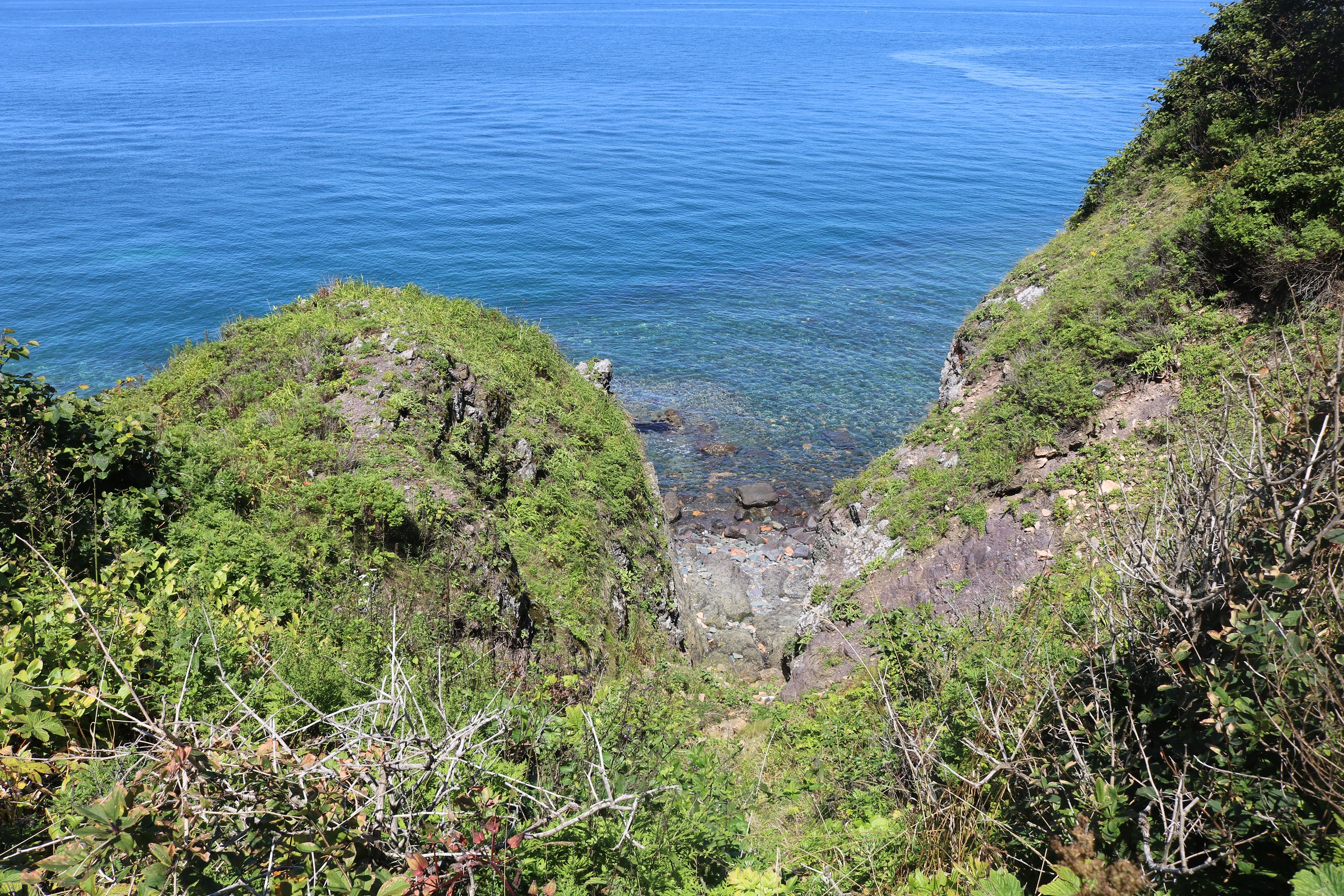
Ложбина с источником пресной воды.

К северу от водораздела, на северных склонах острова, произрастает низкорослый, но густой широколиственный лес. На южных склонах, обращённых к открытому морю, находится кустарничковая пустошь.
Остров необитаем. Посещается туристами, отдыхающими на соседнем острове Рейнеке. На севере острова имеется крохотная падь, протяжённостью 60 метров, в устье которой имеется маленький пересыхающий источник пресной воды. На вершине острова установлен обелиск.